# GWD Minden
Il Turn- und Sportverein Grün-Weiß Dankersen-Minden e.V. è una squadra di pallamano maschile tedesca, con sede a Minden.

## Palmarès
- Campione di Germania: 2

1970-71, 1976-77.
- Coppa di Germania: 3

1974-75, 1975-76, 1978-79.